# Dicroglossidae
Los dicroglósidos (Dicroglossidae) son  una familia de anfibios anuros compuesta por 13 géneros y 186 especies con distribución en África y la parte meridional de Asia.

## Taxonomía
- Familia Dicroglossidae
  - Subfamilia Dicroglossinae Anderson, 1871 (170 sp.)
    - Allopaa Ohler & Dubois, 2006 (2 sp.)
    - Chrysopaa Ohler & Dubois, 2006 (1 sp.)
    - Euphlyctis Fitzinger, 1843 (7 sp.)
    - Fejervarya Bolkay, 1915 (40 sp.)
    - Hoplobatrachus Peters, 1863 (5 sp.)
    - Limnonectes Fitzinger, 1843 (66 sp.)
    - Nannophrys Günther, 1869 (4 sp.)
    - Nanorana Günther, 1896 (28 sp.)
    - Ombrana Dubois, 1992 (1 sp.)
    - Quasipaa Dubois, 1992 (11 sp.)
    - Sphaerotheca Günther, 1859 (5 sp.)
    - incertae sedis
      - "Rana" agrícola Jerdon, 1854

  - Subfamilia Occidozyginae Fei, Ye & Huang, 1990 (16 sp.)
    - Ingerana Dubois, 1987 (4 sp.)
    - Occidozyga Kuhl & Van Hasselt, 1822 (12 sp.)

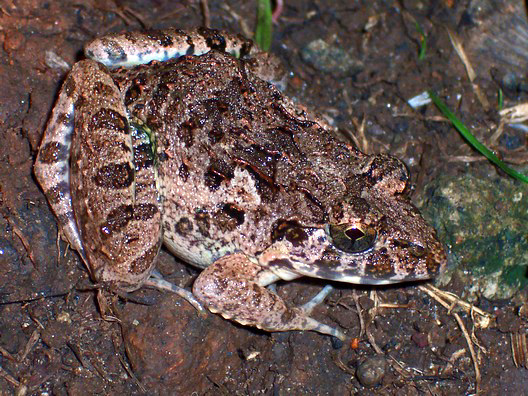
Fejervarya cancrivora
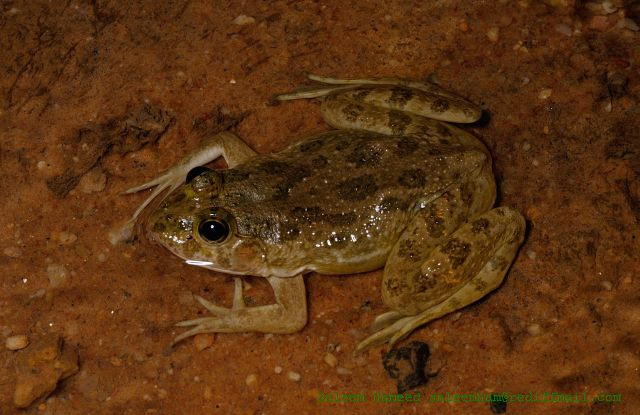
Euphlyctis cyanophlyctus
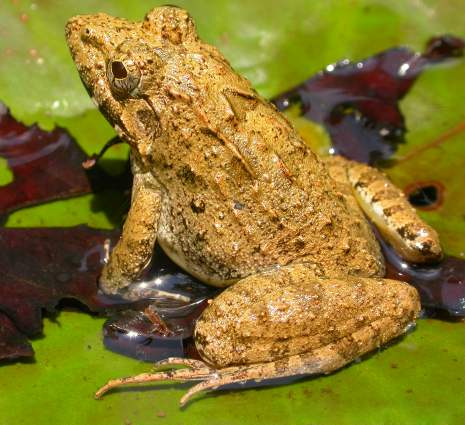
Hoplobatrachus tigerinus
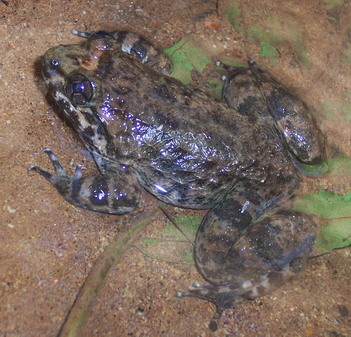
Limnonectes kuhlii